# 顕忠路駅
顕忠路駅（ヒョンチュンノえき）は、大韓民国大邱広域市南区にある大邱交通公社1号線の駅である。駅番号は126。

## 駅構造
- 相対式ホーム2面2線の地下駅。

## 駅周辺
- 大邱南部警察署
- 大邱YMCA
- 大邱銀行大徳支店
- 大徳老人福祉会館
- 大明5洞治安センター

## 歴史
- 1997年11月26日 - 開業。

## 隣の駅
大邱交通公社
●1号線
アンジラン駅（125） - 顕忠路駅（126） - 嶺大病院駅（127）